# Албертус Вілсма
Албертус Вілсма (нід. Albertus Wielsma, 19 грудня 1883 — 26 березня 1968) — нідерландський академічний веслувальник.
Бронзовий призер Олімпійських Ігор 1908 року в складі розпашної четвірки без стернового.